# Criobolium
Het Criobolium was een ruimte in de tempels van de Mithrascultus. In deze ruimte werd lamsbloed in plaats van het gebruikelijke, maar kostbare, bloed van een geofferde stier vergoten.
Het Taurobolium, ook wel "Mithraeum" van de tempel voor de zonnegod Mithras was voor het voorgeschreven stierenbloed bestemd.
Het Mithraïsme was in de eerste eeuwen van onze jaartelling geliefd bij de Romeinse legionairs. In de belangrijkste garnizoensplaatsen en ook in Rome zelf waren Taurobolia gebouwd. Men vindt de resten van deze tempels tot in Engeland.
In de Heilige Perzische tekst, de Avesta, verschijnt aan "het einde der tijden" een messias die het kwade overwint. Hij zal een zalf van stierenvet en hamoa maken en daarmee onsterfelijkheid bewerken. Op de altaren van Mithras in het aan hem gewijde Taurobolium wordt de zonnegod Mithras afgebeeld terwijl hij zich met stierenbloed wast. De begeleidende tekst was "Gij hebt ons gered door het eeuwige bloed te vergieten".
De ingewijden in de mysteriën van Mithras zaten onder een rooster in de tempel terwijl daarboven een stier werd geofferd. Deze bloederige initiatie bracht eeuwig leven. Daarna werd de stier opgegeten. Voor arme mensen was er het minder kostbare ritueel van het Criobolium met schapenbloed. Deze discipelen van Mithras werden "gewassen in het bloed van het lam". Het vroege christendom heeft veel symbolen en uitdrukkingen, waaronder het "bloed van het lam" ontleend aan het mithraïsme